# Врело (музички састав)
Врело (Изворна група Врело, Група Врело) било је српски музички састав, који је изводио крајишку народну музику. Састав је настао и дјеловао на подручју Санског Моста. Састав је био пјевачка група Културно-умјетничког друштва Врело из Дабра код Санског Моста.

## Историја групе
Музички састав Врело настао је у Дабру код Санског Моста, на простору Босанске Крајине, током 1980-их. Састав је био пјевачка група Културно-умјетничког друштва Врело из Дабра. Састав је име добио по врелу (назив којим становништво у овим крајевима назива извор) ријеке Дабар. Посљедњу студијску поставу Врела чинили су Бранислав Ступар, Драго Вукић, Рајко Аврамовић, Перо Аврамовић, Јовица Кнежевић, Славко Шушница и Милка Шушница.
Свој први музички албум Врело је издало 1987. године. Издали су укупно два музичка албума.
Чланови групе били су са простора села Дабра (Горњег и Доњег) код Санског Моста. Након другог албума, састав више није имао студијске активности. Ипак, група учествује на различитим културним манифестацијама. Група престаје са радом почетком 1990-их, када је ово подручје захватио рат.

## Естрадна каријера

### Музички албуми
Свој први музички албум Врело је издало 1987. године за сарајевски Дискотон. Албум је био у формату музичке касете, а носио је назив Пјесме о Подгрмечу, Грмечу, Козари. Албум је имао осам пјесама, углавном патриотско-револуционарног садржаја.
Други музички албум, такође у формату музичке траке, група издаје за београдски Југодиск, 1989. године. Албум је носио назив Волим Грмеч и имао је осам пјесама. Текстове је писао или прилагодио Славко Сушница. Мелодије су биле народне, осим Грмечког кола, које је компоновао Бранислав Ступар.
Нумере Волим Грмеч и Грмечко коло нашле су се на Југодисковој компилацији Ој, Крајино, која је изашла 1989. године.
Група Врело је била учесник културно-умјетничког програма у приликом снимања IX циклуса емисије Знање имање, у сезони 1990/1991. године.

### Чланови
- Бранислав Бране Ступар – Вокални солиста.
- Драго Вукић – Пратећи вокал.
- Рајко Аврамовић – Пратећи вокал.
- Перо Аврамовић – Пратећи вокал.
- Јовица Кнежевић – Пратећи вокал.
- Славко Шушница – Пратећи вокал, вођа групе.
- Милка Шушница – Вокални солиста.

### Хитови
- Волим Грмеч (1989)
- Женио би' се, ал не могу наћи (1989)
- Дошао ми комшија (1989)

### Манифестације
- 1988. Народни збор 27. јула, у Дабру, код Санског Моста.[10]
- 1990/91. IX циклус емисије Знање имање у Дабру, код Санског Моста.[5][6][7]

## Дискографија

### Албуми
- Пјесме о Подгрмечу, Грмечу, Козари, Дискотон (1987)
- Волим Грмеч, Југодиск (1989)